# Maksims Sinčukovs
Maksims Sinčukovs (* 26. Juni 1998) ist ein lettischer Hürdenläufer, der sich auf die 400-Meter-Distanz spezialisiert hat und auch im Sprint und Mittelstreckenlauf an den Start geht.

## Sportliche Laufbahn
Erste internationale Erfahrungen sammelte Maksims Sinčukovs im Jahr 2013, als er beim Europäischen Olympischen Jugendfestival (EYOF) in Utrecht mit 57,22 s in der ersten Runde ausschied. 2015 gelangte er bei den Jugendweltmeisterschaften in Cali bis in das Halbfinale und schied dort mit 52,63 s aus. Auch bei den Leichtathletik-U20-Weltmeisterschaften 2016 schied er mit 51,89 s im Halbfinale aus und gelangte auch mit der lettischen 4-mal-400-Meter-Staffel mit 3:10,85 min nicht bis in das Finale. im Jahr darauf belegte er bei den U20-Europameisterschaften in Grosseto in 50,98 s den fünften Platz und auch mit der Staffel wurde er in 3:11,62 min Fünfter. 2018 qualifizierte er sich für die Europameisterschaften in Berlin und gelangte dort bis in das Halbfinale, in dem er mit 50,33 s ausschied. Im Jahr darauf gelangte er bei den U23-Europameisterschaften in Gävle in 50,04 s auf den fünften Platz.
2017 und 2019 wurde Sinčukovs lettischer Meister im 400-Meter-Hürdenlauf sowie 2019 auch in der 4-mal-400-Meter-Staffel. 2020 siegte er im 800-Meter-Lauf.

## Persönliche Bestleistungen
- 800 Meter: 1:49,45 min, 17. März 2018 in Tucson
  - 800 Meter (Halle): 1:51,39 min, 8. Februar 2019 in Lubbock
- 400 m Hürden: 49,83 s, 10. August 2019 in Varaždin